# لوحة توزيع

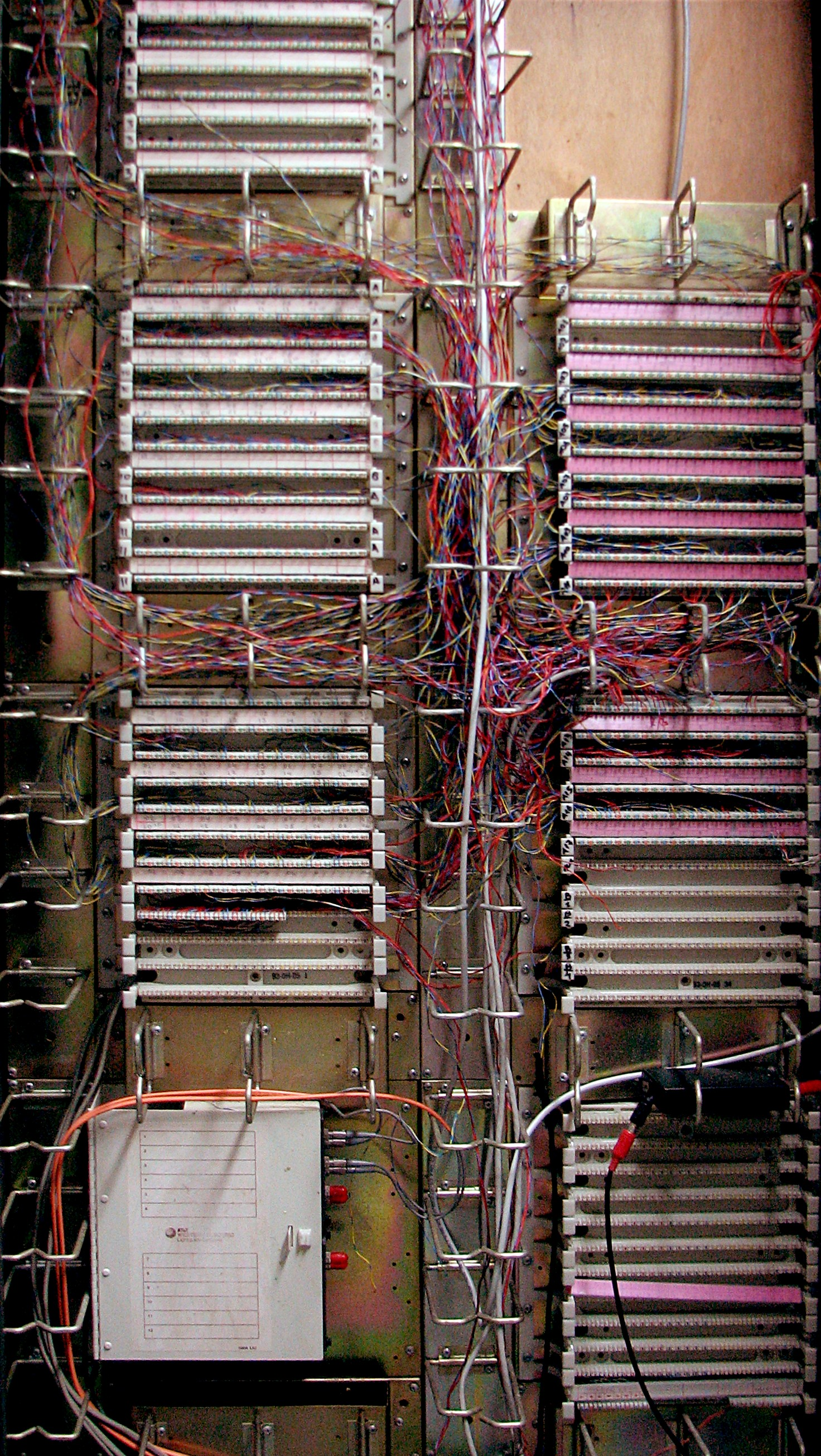
لوحة توزيع غير محمية ملئ بالألياف البصرية.

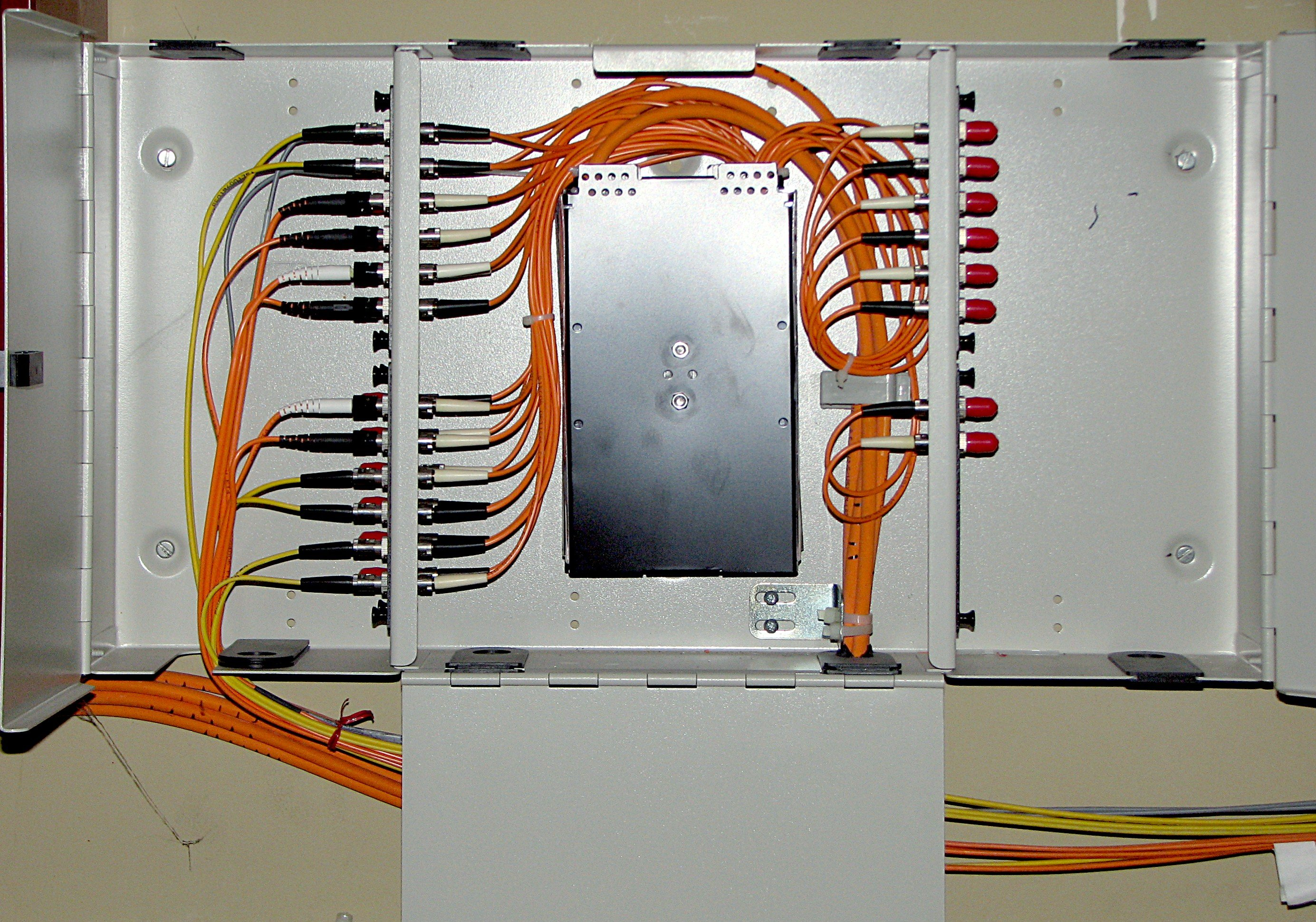
لوحة توزيع بها ألياف بصرية.

في مجال الاتصالات السلكية واللاسلكية، تعتبر لوحة توزيع هي أداة التي يتم تجميع الكابلات بها داخل المبنى قبل أن يتم ربطها مع الشبكة الخارجية. على سبيل المثال، لوحة التوزيع الرئيسية (MDF) تربط الشبكة الخارجية كالسنترال والخطوط المشتركة الرقمية متعددة المنافذ من جهة بالهواتف داخل المنشأة من جهة أخرى. أساس اللوحة هو التوصيل اليدوي لزوج مجدول (يسمى سلك العبور) بين خط الهاتف، خدمات الهاتف التقليدية الصرفة وخطوط المشترك الرقمية.
في هندسة الإذاعة، غالبا ما يتم وضع لوحات التوزيع في غرف مخصصه تمر عبرها جميع الإشارات (الصوت أو الفيديو أو البيانات)، مع القدرة على التحكم في مصادر الإشارات فهي كحلقة وصل وتحكم بين الاستوديوهات، النقاط الداخلية والنقاط الخارجية. في حالة اتصال البيانات، تحتوي لوحة التوزيع على مفاتيح تبديل البيانات للتحكم.

## الأنواع
غالبًا ما تسمى لوحات التوزيع باختصارات معينة تحدد وظيفة كل لوحة. فعلى سبيل المثال:
- DDF: لوحة التوزيع الرقمية.
- IDF: لوحة التوزيع المتوسطة.
- MDF: لوحة التوزيع الرئيسية.
- ODF أو OFDF: لوحة توزيع الألياف البصرية.[1]
- VDF: لوحة توزيع الصوت.

## التحديث
في الوقت الحالي، يتم تصنيع لوحات توزيع كافية لاحتواء أكثر من 10 آلاف سلك نحاسي دخل وخرج ( تتطلب الإشارات الصوتية المتوازنة سلكين بالإضافة إلى سلك أرضي لكل إشارة) لا تحتاج كابلات التليفون إلى سلك أرضي منفصل، ومع ذلك تستطيع لوحات التوزيع الرئيسية للتليفونات أن تحتوي على 250,000 وأكثر. يتطلب تركيب هذه اللوحات العديد من الأيدي العاملة والدقة لجعل اللوحة أكثر موثوقية وأقل تكلفة.

## وصلات خارجية
- لوحات التوزيع